# Gregorempista validella
Gregorempista validella är en fjärilsart som beskrevs av Hugo Theodor Christoph 1877. Gregorempista validella ingår i släktet Gregorempista och familjen mott. Inga underarter finns listade i Catalogue of Life.